# Roskilde Dyrskueplads
Roskilde Dyreskueplads eller blot Dyrskuepladsen er et område syd for byen Roskilde, hvor der afholdes offentlige arrangementer af forskellig karakter. De største arrangementer er Roskilde Festival og Roskilde Dyrskue. Dyrskuepladsen har en god strategisk placering tæt på motorvej og med eget jernbanetrinbræt Festivalpladsen T – på Lille Syd. 
Dyrskuepladsen er gennem de sidste år blevet truet placering for Roskilde Festival, da den nærliggende grusgrav hvert år inddrager en større del af festivalens campingområde.
I 2007 afholdtes på pladsen Danmarks største spejderfest, Reload07, i forbindelse med Spejderbevægelsens 100 års jubilæum.
I 2015 skiftede pladsen kortvarigt navn til Åben Arena, men efter en kort periode med protester fra byens borgere, besluttede Roskilde Kommunes plan- og teknikudvalg at annullere navneændringen.
Amerikanerbil-træffet Viking Run, der er landet største, har siden 1996 været afholdt på Dyrskuepladsen i august måned. I 2016 slog træffet rekord med over 2500 biler.